# Sinergia
Sinergia ou sinergismo (do grego συνεργία, συν- (syn-) "união" ou "junção" e -εργία (-ergía), "unidade de trabalho"), é definida como o efeito ativo e retroativo do trabalho ou esforço coordenado de vários subsistemas na realização de uma tarefa complexa ou função.
Quando se tem a associação concomitante de vários dispositivos executores de determinadas funções que contribuem para uma ação coordenada, ou seja o resultado do conjunto de esforços em prol do mesmo fim, tem-se sinergia. O efeito resultante da ação de vários agentes que atuam de forma coordenada para um objetivo comum pode ter um valor superior ao valor do conjunto desses agentes, se atuassem individualmente sem esse objetivo comum previamente estabelecido. O mesmo que dizer que "o todo supera a soma das partes".
É a ação combinada de dois ou mais medicamentos que produzem um efeito biológico, cujo resultado pode ser simplesmente a soma dos efeitos de cada composto ou um efeito total superior a essa soma.
Sinergia, de forma geral, pode ser definida como uma combinação de dois elementos de forma que o resultado dessa combinação seja maior do que a soma dos resultados que esses elementos teriam separadamente. Sendo assim, sinergia é mais do que um somatório de coisas voltadas para o mesmo fim.

## Usos da sinergia
A questão à nomear atribui a qual forma do comportamento, perfazendo um (conjunto de grupos) elaborado por uma organização, essa formação de atributos utiliza inúmeras variações estruturando-se numa forma para reciprocidade entre ligações elaboradas com sua imensa derivação . Em sociedade humanas e em ecologia há uma gama de definições visando qualificar a ação coletiva: cooperação, capital social e até mutualismo.
- Em fisiologia define-se como o ato simultâneo de diversos órgãos ou músculos para o mesmo fim.
- Em teoria de sistemas pode-se definir como a convergência das partes de um todo que concorrem para um mesmo resultado.

### Química
Não é invulgar que o efeito de dois químicos a atuar em conjunto num organismo seja superior ao efeito de cada um desses químicos individualmente, ou à soma dos seus efeitos individuais. A presença de um segundo químico potencializa (aumenta) o efeito do primeiro. Este fenômeno é denominado de efeito sinergístico ou sinergia, e os químicos são por vezes descritos por exibirem sinergismo.
No meio natural, as toxinas raramente estão presentes isoladas e podem interagir com outras substâncias. O fenômeno oposto ao efeito sinergístico é denominado efeito antagonístico ou antagonismo. O efeito combinado de várias substâncias pode ter diversos resultados:
- Podem não interagir entre si e os seus efeitos atuarem separadamente.
- Uma substância aumentar ou potencializar as consequências de outra (sinergismo).
- Uma substância atenua, reduz ou mesmo neutraliza o efeito de outra (antagonismo).[2]

O efeito sinergístico ocorre quando drogas interagem de forma a aumentar ou magnificar um ou mais dos seus efeitos, ou mesmo os seus efeitos secundários:
- É usual adicionar codeína (opiáceo) a alguns analgésicos (como o ibuprofeno), uma vez que melhora a acção do analgésico (alivia a dor).
- No uso concomitante do cannabis com LSD, os químicos activos da Cannabis aumentam a experiência alucinatória do LSD.
- Quando se usa mais de uma droga que afecte o sistema nervoso central, como com o Valium (calmante) associado ao álcool, o resultado pode ser muito mais nefasto do que cada droga utilizada separadamente ou a sua simples soma. A consequência mais perigosa deste sinergismo incide sobre o sistema respiratório, que pode começar a falhar, podendo ser fatal se não for tratado.[3]